# ترافيس ميلن
ترافيس ميلن هو ممثل كندي، ولد في 18 يوليو 1986 في قرية لاك لا بايتش ‏ في كندا.

## وصلات خارجية
- ترافيس ميلن على موقع IMDb (الإنجليزية)
- ترافيس ميلن على موقع ألو سيني (الفرنسية)
- ترافيس ميلن على موقع أول موفي (الإنجليزية)
- ترافيس ميلن على موقع قاعدة بيانات الفيلم (الإنجليزية)
- ترافيس ميلن على موقع كينوبويسك (الروسية)